# Championnat d'Europe de course à l'américaine masculin (juniors)
Le Championnat d'Europe de course à l'américaine masculin juniors est le championnat d'Europe de course à l'américaine organisé annuellement par l'Union européenne de cyclisme pour les cyclistes âgés de 17 et 18 ans. Le championnat organisé depuis 2007, a lieu dans le cadre des championnats d'Europe de cyclisme sur piste juniors et espoirs.

## Palmarès
| Année | Or                                               | Argent                                       | Bronze                                        |
| ----- | ------------------------------------------------ | -------------------------------------------- | --------------------------------------------- |
| 2007  | Allemagne Bastian Faltin Ralf Matzka             | Russie Ievgueni Kovalev Alexander Petrovskiy | Italie Tomas Alberio Elia Viviani             |
| 2008  | Grande-Bretagne Luke Rowe Mark Christian         | Danemark Niki Byrgesen Sebastian Lander      | Allemagne Thomas Juhas Jakob Steigmiller      |
| 2009  | Grande-Bretagne Jon Mould Christopher Whorrall   | Italie Nicolò Rocchi Michele Scartezzini     | Royaume-Uni Daniel McLay Sam Harrison         |
| 2010  | Ukraine Andriy Sokolov Oleksandr Lobov           | Russie Roman Ivlev Kirill Sveshnikov         | France Bryan Coquard Romain Le Roux           |
| 2011  | Suisse Stefan Küng Théry Schir                   | Tchéquie Jan Kraus František Sisr            | Belgique Jonas Rickaert Otto Vergaerde        |
| 2012  | Italie Matteo Alban Riccardo Donato              | Danemark Mathias Krigbaum Jonas Poulsen      | Allemagne Pascal Ackermann Domenic Weinstein  |
| 2013  | France Jordan Levasseur Corentin Ermenault       | Ukraine Roman Gladysh Vladislav Kreminskyi   | France Clément Barbeau Lucas Destang          |
| 2014  | Russie Nikolai Ilichev Vitalii Ivshin            | Suisse Patrick Müller Nico Selenati          | Grande-Bretagne Joe Evans Joe Holt            |
| 2015  | Russie Dmitrii Markov Maksim Piskunov            | Belgique Robbe Ghys Gerben Thijssen          | Danemark Andreas Stokbro Mathias Dahl         |
| 2016  | Grande-Bretagne Rhys Britton Matthew Walls       | Belgique Jules Hesters Gerben Thijssen       | Russie Sergey Malnev Aleksandr Smirnov        |
| 2017  | Belgique Fabio Van den Bossche Nicolas Wernimont | Tchéquie Daniel Babor Daniel Rybin           | Grande-Bretagne Rhys Britton Jake Stewart     |
| 2018  | Belgique Fabio Van den Bossche Nicolas Wernimont | Allemagne Calvin Dik Nils Weispfennig        | Pologne Damian Papierski Filip Prokopyszyn    |
| 2019  | Russie Ilia Schegolkov Vlas Shichkin             | Pays-Bas Enzo Leijnse Casper van Uden        | Allemagne Luca Dressler Tim Torn Teutenberg   |
| 2020  | Danemark Tobias Lund Andresen Kasper Andersen    | Espagne Francesc Bennassar Marc Terrasa      | Allemagne Benjamin Boos Tim Torn Teutenberg   |
| 2021  | Grande-Bretagne Josh Charlton Joshua Giddings    | Allemagne Malte Maschke Nicolas Zippan       | Tchéquie Matyáš Koblížek Milan Kadlec         |
| 2022  | Tchéquie Matyáš Koblížek Milan Kadlec            | Pays-Bas Elmar Abma Justus Willemsen         | Grande-Bretagne Joshua Tarling Dylan Hicks    |
| 2023  | Italie Matteo Fiorin Juan David Sierra           | Grande-Bretagne Matthew Brennan Ben Wiggins  | Belgique Tom Crabbe Milan Van den Haute       |
| 2024  | Italie Davide Stella Eros Sporzon                | Danemark Albert Hansgaard Aksel Storm        | Belgique Nolan Huysmans Mathijs Van Strijthem |
| 2025  | Belgique Witse Bertels Thor Michielsen           | Italie Julian Bortolami Riccardo Colombo     | Allemagne Hugo Esch Attila Höfig              |